# Rook- en warmteafvoerinstallatie

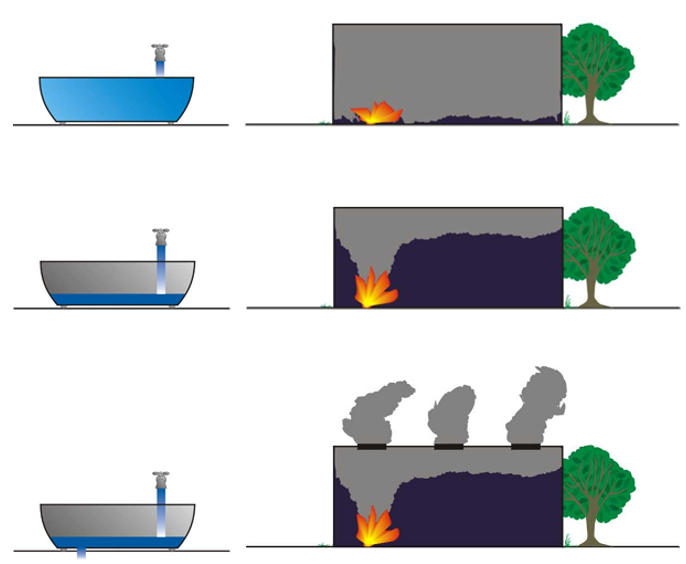
Werking RWA systeem

Een rook- en warmteafvoerinstallatie (RWA) wordt toegepast om in geval van een brand de vrijgekomen rook en hitte uit het gebouw weg te ventileren. Dit kan 'natuurlijk' of 'mechanisch' gebeuren. Bij een natuurlijke rook- en warmteafvoerinstallatie wordt er gebruikgemaakt van te openen delen in het dak samen met de thermische eigenschap van rook en hitte. Een mechanische installatie zorgt daarentegen voor een geforceerde afvoer. Beide manieren van rook- en warmteafvoer dienen aanvullend te worden voorzien in voldoende vervangingslucht op laag niveau.
Een dergelijke installatie dient projectspecifiek te worden ontworpen waarbij onder andere rekening wordt gehouden met de geometrie van de ruimte, de aanwezige vuurlast, de fysische eigenschappen van de aanwezige materialen, en de aangrenzende ruimten welke een eventueel brandverloop kunnen beïnvloeden alsmede de inzettijd van de brandweer.

## Werking
In het geval van een brandmelding wordt door de aanwezige brandmeldinstallatie een signaal gegeven naar de schakelkast van de rook- en  warmteafvoerinstallatie. Deze geeft op zijn beurt een 'open' commando naar de RWA-eenheden op het dak of schakelt de mechanische brandgasventilatoren in, en opent daarbij ook direct de luchttoevoereenheden.
Teneinde ervoor zorg te dragen dat de rook niet te ver afkoelt en hiermee zijn thermische eigenschap verliest, wordt het gebied waarin de rook wordt afgevoerd / de rook wordt gevangen, beperkt tot veelal maximaal 2.000 m². Dit geschiedt door het toepassen van statische of bedienbare rookschermen welke bestand zijn tegen de optredende temperaturen. De gebieden welke zo worden gecreëerd worden rooksegmenten genoemd. Per rooksegment wordt voorzien in de berekende afvoercapaciteit.
Een goed ontworpen rook- en warmteafvoerinstallatie heeft een perfecte balans tussen de hoeveelheid vrijkomende rook, en de mate van afvoer. Deze balans zorgt ervoor dat de rooklaag op een vooraf bepaalde hoogte onder het dakvlak blijft hangen en zodoende genoeg 'rookvrije hoogte' creëert om een veilige rookvrije vluchtweg te bieden aan de aanwezige personen.  Voorts blijft de temperatuur beheerst waardoor er geen flash-over plaatsvindt of leidt tot het bezwijken van de hoofddraagconstructie.

## Doel

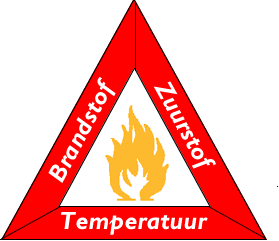
Branddriehoek

Indien sprake is van een doeltreffende brandmelding en de rook- en warmteafvoerinstallatie is op de juiste wijze ontworpen en aangelegd, dan kan worden gesteld dat:
- door het op een snelle wijze afvoeren van de vrijkomende rookgassen en hitte te hoge ruimtetemperaturen voorkomen worden en de gebouwconstructie gevrijwaard blijft van te hoge temperaturen waardoor deze beschermd is tegen bezwijken.
- door het continu afvoeren van rook een rookvrije zone gehandhaafd blijft waardoor de aanwezige personen een constante vluchtweg geboden wordt welke is gevrijwaard van rook.
- door de rookvrije zone de brandweer in staat is de brandhaard snel te lokaliseren en hen in de gelegenheid stelt om direct tot repressieve werkzaamheden over te gaan.
- door het beheersen van de temperatuur het gebouw met daarin de opgestelde machines en goederen grotendeels gespaard blijft.

Een RWA-systeem blust de brand dus niet, maar beheerst gedurende een bepaalde periode de gevolgen van een brand. Deze periode is niet onbeperkt omdat een brand, mits de condities voldoen (zie branddriehoek), blijft uitbreiden tot het moment dat er repressief wordt ingegrepen (er wordt geblust).

## Wetgeving in Nederland
In het Bouwbesluit staat beschreven aan welke voorwaarden een object bouwkundig hoort te voldoen. Hierin wordt onder andere gesproken over de maximaal toegestane vluchtweglengten, hoe groot een brandcompartiment maximaal mag zijn en welke brandwerendheid de wanden behoren te hebben. 
De praktijk leert echter dat in vele situaties deze grenzen niet gewenst zijn aangezien er bijvoorbeeld in het geval van een groot winkelpand of een productiehal eerder behoefte is aan grote open ruimtes.

### RWA als gelijkwaardigheid
Het bouwbesluit heeft deze behoefte onderkent en vastgelegd in de "Gelijkwaardigheidsbepaling". Dit betekent dat de grenswaarden overschreden mogen worden indien er een gelijke mate van veiligheid wordt geboden.
De onderdelen waarvoor een RWA-systeem gelijkwaardigheid kan bieden zijn:
- het overschrijden van de maximaal toegestane grootte van een brandcompartiment.
- het overschrijden van de maximaal toegestane meters vluchtafstand
- het niet of minder brandwerend uitvoeren van een hoofddraagconstructie.
- het creëren van een niet-besloten ruimte.

## Opbouw

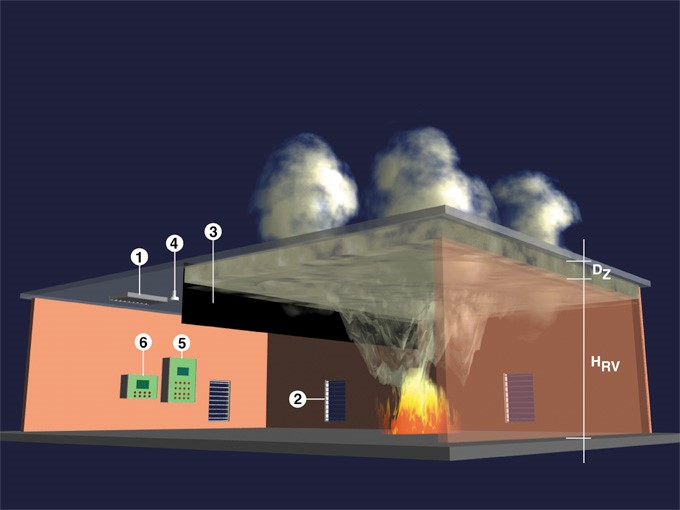
RWA-systeem

Een rook- en warmteafvoerinstallatie bestaat over het algemeen uit de volgende componenten:
1. RWA-eenheid (natuurlijk of mechanisch)
2. Luchttoevoervoorziening
3. Rookscherm
4. Rookmelder
5. Besturingskast RWA
6. Brandmeldcentrale

RWA-eenheid (natuurlijk of mechanisch)Onder een RWA-eenheid worden de eenheden verstaan welke zorgen voor de rookafvoer vanuit het dak. Dit kunnen dakluiken, lamellenroosters of mechanische ventilatoren zijn. Het benodigd aantal RWA-eenheden is, indien sprake is van een natuurlijk RWA-systeem, gerelateerd aan de te projecteren afvoeroppervlakte per rooksegment in relatie tot dakhelling, de rooklaagdikte en het horizontaal gemeten plafondoppervlakte.
Voor mechanische afvoerventilatoren geldt dat het toe te passen aantal afvoerpunten gerelateerd is aan het te realiseren afvoerdebiet in relatie tot de rooklaagdikte. De afmetingen van de eenheden en het totaal af te voeren debiet wordt door middel van berekeningen bepaald.  
LuchttoevoervoorzieningVoor het correct functioneren van een RWA-systeem is het noodzakelijk dat er voorzien wordt in voldoende vervangingslucht door middel van bijvoorbeeld lamellenroosters of uitzetramen welke bij brand open gestuurd worden. Zou er niet voorzien worden in vervangingslucht dan ontstaat er een onderdruk in de ruimte die op een gegeven moment zo groot kan zijn dat deze sterker is dan de thermische eigenschap van de rook waardoor de rook in plaats van naar buiten weer naar binnen wordt gezogen.